# レオン・ベイリー
レオン・ベイリー（Leon Bailey, 1997年8月9日 - ）は、ジャマイカ・キングストン出身のサッカー選手。セリエA・ASローマ所属。ジャマイカ代表。ポジションはフォワード(ウインガー)。

## 経歴
2015年からベルギーのKRCヘンクに所属し、8月21日、シント＝トロイデンVV戦でプロデビューを果たした。11月21日、OHルーヴェン戦でプロ初得点を記録した。
2017年1月、バイエル・レバークーゼンに移籍した。2017年2月3日、ハンブルガーSV戦で移籍後初出場。2017年2月24日、アトレティコ・マドリード戦に出場し、UEFAチャンピオンズリーグデビューを果たした。移籍初年度の2016-17シーズンは半年間で公式戦10試合に出場した。
2017年8月11日、DFBポカールのカールスルーエSC戦で移籍後初得点を記録した。2017年9月29日、シャルケ04戦でブンデスリーガ初得点を記録した。2017-18シーズンは公式戦34試合に出場し12得点を記録した。
2021年7月31日、アストン・ヴィラFCはベイリーの移籍に関して、選手のメディカルチェックと個人条件の合意を条件とした上で、バイエル・レバークーゼンと合意したことを発表した。
2021年8月4日、メディカルチェックと個人条件に合意し、アストン・ヴィラFCと2025年までの契約を結んだ。
2025年8月20日、セリエAのASローマにレンタル移籍した。

## 代表歴
2015年3月8日、U-23ジャマイカ代表として、U-23ケイマン諸島代表との親善試合でプレーし、85分にFKを直接決め1得点を挙げ、U-23ジャマイカの4-0の勝利に貢献した。ベイリーは、2017年9月にドイツのスポーツ新聞キッカーに「ジャマイカサッカー連盟は、いつも私がジャマイカでプレーすることを望んでいるが、11歳から12歳の間に私は個人的な問題を抱えていた」と語った。 2018年1月、元ジャマイカ代表チームのコーチは、ドイツの新聞ビルドに 「私はベイリーをジャマイカ代表選手にしたいと思っていた。数回、アメリカのゴールドカップや国際試合に来るように電話したが、ベイリーの義理の父親に全て遮られた。」と、話した。2018年3月10日、代理人を務めるベイリーの義理の父親クレイグ・バトラーは、Goalに、ジャマイカサッカー連盟の腐敗ぶり（ジャマイカ代表監督及びスタッフが推薦する選手が招集されると、それがジャマイカサッカー連盟に入るお金に直結する）からジャマイカ代表を断ったと話している。また、ベイリーは将来のドイツ代表入りを希望しているという。
現在、ジャマイカ国籍のみで、U-23ジャマイカ代表の親善試合歴（注：公式戦だった場合は、生涯ジャマイカ代表以外プレーできない）のあるベイリーが、ドイツ代表入りするためには、ドイツに8年以上在留して（2018年3月10日時点で1年在留）ドイツ国籍を取得した上で（8年以上在留がドイツ国籍取得条件）、ドイツ代表監督から選出されなければならない。よって、ベイリーがドイツに居住し続け27歳に達した時に、可能である。なお、代表公式戦歴のない選手が、国籍を変更あるいは追加して、変更あるいは追加した国の代表になる為には、18歳に達した時から5年の継続居住が必要である（FIFA規則2016年版）

## エピソード
- 好きなアメリカ人ミュージシャンは？という質問には「リル・ベイビー」で好きな曲は「All In」と答えている[12]。

## 個人成績
2018年6月4日現在
| シーズン                 | クラブ  | リーグ                   | リーグ | リーグ | カップ戦 | カップ戦 | リーグ杯 | リーグ杯 | 欧州カップ | 欧州カップ | その他 | その他 | 通算 | 通算 |
| シーズン                 | クラブ  | リーグ                   | 出場   | 得点   | 出場     | 得点     | 出場     | 得点     | 出場       | 得点       | 出場   | 得点   | 出場 | 得点 |
| ------------------------ | ------- | ------------------------ | ------ | ------ | -------- | -------- | -------- | -------- | ---------- | ---------- | ------ | ------ | ---- | ---- |
| KRCヘンク                | 2015-16 | ジュピラー・プロ・リーグ | 37     | 6      | 5        | 1        | -        | -        | -          | -          | -      | -      | 42   | 7    |
| KRCヘンク                | 2016-17 | ジュピラー・プロ・リーグ | 19     | 2      | 4        | 0        | -        | -        | 12         | 7          | -      | -      | 35   | 9    |
| KRCヘンク                | 通算    | 通算                     | 56     | 8      | 9        | 1        | -        | -        | 12         | 7          | -      | -      | 77   | 16   |
| バイエル・レバークーゼン | 2016-17 | ブンデスリーガ           | 8      | 0      | 0        | 0        | -        | -        | 2          | 0          | -      | -      | 10   | 0    |
| バイエル・レバークーゼン | 2017-18 | ブンデスリーガ           | 30     | 9      | 4        | 3        | -        | -        | -          | -          | -      | -      | 34   | 12   |
| バイエル・レバークーゼン | 2018-19 | ブンデスリーガ           | 29     | 5      | 2        | 0        | -        | -        | 8          | 0          | -      | -      | 39   | 5    |
| バイエル・レバークーゼン | 2019-20 | ブンデスリーガ           | 22     | 5      | 3        | 1        | -        | -        | 8          | １         | -      | -      | 33   | 7    |
| バイエル・レバークーゼン | 2020-21 | ブンデスリーガ           | 30     | 9      | 2        | 1        | -        | -        | 8          | 5          | -      | -      | 40   | 15   |
| バイエル・レバークーゼン | 通算    | 通算                     | 119    | 28     | 11       | 5        | -        | -        | 26         | 6          | -      | -      | 156  | 39   |
| アストン・ヴィラ         | 2021-22 | プレミアリーグ           | 18     | 1      | 0        | 0        | 0        | 0        | -          | -          | -      | -      | 18   | 1    |
| アストン・ヴィラ         | 2022-23 | プレミアリーグ           | 33     | 4      | 1        | 0        | 2        | 1        | -          | -          | -      | -      | 36   | 5    |
| アストン・ヴィラ         | 2023-24 | プレミアリーグ           | 35     | 10     | 3        | 0        | 1        | 0        | 13         | 4          | -      | -      | 52   | 14   |
| アストン・ヴィラ         | 2024-25 | プレミアリーグ           | 24     | 1      | 4        | 0        | 2        | 0        | 8          | １         | -      | -      | 38   | 2    |
| アストン・ヴィラ         | 通算    | 通算                     | 110    | 16     | 8        | 0        | 5        | 1        | 21         | 5          | 144    | 22     | 144  | 22   |
| 総通算                   | 総通算  | 総通算                   | 285    | 52     | 29       | 7        | 5        | 1        | 59         | 18         | 377    | 77     | 377  | 77   |

## タイトル

### 個人
- ベルギー年間最優秀若手選手賞: 2015–16